# Aghdzja
Aghdzja (armeniska: Աղջա) är ett berg i Armenien. Det ligger i provinsen Siunik, i den sydöstra delen av landet, 140 kilometer sydost om huvudstaden Jerevan. Toppen på Aghdzja är 2 165 meter över havet, eller 115 meter över den omgivande terrängen. Bredden vid basen är 2,7 km.
Terrängen runt Aghdzja är kuperad. Närmaste större samhälle är Hatsavan, 7,4 kilometer söder om Aghdzja.
Trakten runt Aghdzja består i huvudsak av gräsmarker. Runt Aghdzja är det ganska glesbefolkat, med 42 invånare per kvadratkilometer.